# Can Vies (l'Arboç)
|  | No confondre amb Can Vies, de Barcelona |

Can Vies o també anomenat Cal Vies o Can Via és una entitat de població del terme municipal de l'Arboç que forma un enclavament entre els municipis de Castellet i la Gornal, Castellví de la Marca i Santa Margarida i els Monjos. Alhora també forma un enclavament de la comarca del Baix Penedès dins de la de l'Alt Penedès, i de la província de Tarragona dins de la de Barcelona.
Té una extensió 0,3 km², i segons el Pla d'ordenació urbanística municipal de l'Arboç està previst que passi a ser de sol residencial a sol industrial, aprofitant la seva bona comunicació i el fet d'estar envoltat d'altres zones industrials.